# Phycomelaina
Phycomelaina är ett släkte av svampar. Phycomelaina ingår i ordningen Phyllachorales, klassen Sordariomycetes, divisionen sporsäcksvampar och riket svampar.
|              | Phaeochoraceae                            |
|              |                                           |
|              | Phyllachoraceae                           |
|              |                                           |
|              | Lichenochora                              |
|              |                                           |
|              | Mangrovispora                             |
|              |                                           |
|              | Palmomyces                                |
|              |                                           |
|              | Maculatifrondes                           |
|              |                                           |
| Phycomelaina | \| \| Phycomelaina laminariae \| \| \| \| |
|              | \| \| Phycomelaina laminariae \| \| \| \| |
|              | Uropolystigma                             |
|              |                                           |
|              | Lindauella                                |
|              |                                           |
|              | Cyclodomus                                |
|              |                                           |
|              | Phycomelaina laminariae                   |
|              |                                           |

|  | Phycomelaina laminariae |
|  |                         |